# Sulfate de potassium
Le sulfate de potassium est un composé chimique de  formule brute K2SO4, très courant au laboratoire, formé d'un ion sulfate et de deux ions potassium.

## Description
Ce sulfate de potassium anhydre, de masse molaire 174,26 g/mol existe plus rarement à l'état naturel, connu sous le nom d'arcanite par les minéralogistes. Il existe néanmoins sous trois formes polymorphiques, soient de maille rhomboédrique, orthorhombique ou hexagonale, avec des propriétés physiques différentes. La description usuelle en chimie minérale s'attache à la forme orthorhombique, issue des aluns.
D'un point de vue théorique, le sulfate de potassium peut être le produit de l'association chimique par réaction exothermique de l'oxyde de potassium K2O, corps basique et du trioxyde de soufre SO3, corps acide. Tout se passe comme si la possibilité de polymorphisme du trioxyde de soufre se retrouve dans ce corps final.

## Caractéristiques physico-chimiques
C'est généralement un sel neutre solide ionique ou une poudre cristalline incolore, blanche à légèrement coloré, inodore, de goût amer, ininflammable, soluble dans l'eau. La forme I rhomboédrique semble plus soluble que la forme II orthorhombique, les deux formes qui représentent l'arcanite sont insolubles dans l'alcool à 95°, l'acétone et le sulfure de carbone.
| Masse dissoute K2SO4 forme rhomboédrique (g) pour 100 g d'eau | Température |
| ------------------------------------------------------------- | ----------- |
| 7,35                                                          | 0 °C        |
| 9,22                                                          | 10 °C       |
| 11,11                                                         | 20 °C       |
| 12,0                                                          | 25 °C       |
| 12,97                                                         | 30 °C       |
| 14,76                                                         | 40 °C       |
| 16,50                                                         | 50 °C       |
| 18,17                                                         | 60 °C       |
| 19,75                                                         | 70 °C       |
| 21,4                                                          | 80 °C       |
| 22,8                                                          | 90 °C       |
| 24,1                                                          | 100 °C      |

| Masse dissoute K2SO4 forme orthorhombique (g) pour 100 g d'eau | Température |
| -------------------------------------------------------------- | ----------- |
| 6,9                                                            | 0 °C        |
| 8,5                                                            | 10 °C       |
| 10,0                                                           | 20 °C       |
| 11,5                                                           | 30 °C       |
| 12,9                                                           | 40 °C       |
| 14,2                                                           | 50 °C       |
| 15,4                                                           | 60 °C       |
| 16,6                                                           | 70 °C       |
| 17,6                                                           | 80 °C       |
| 18,6                                                           | 90 °C       |
| 19,4                                                           | 100 °C      |

## Préparation
Il peut être obtenu à partir de la kaïnite MgSO4·KCl·H2O ou de la polyhalite K2SO4·MgSO4·2CaSO4·2H2O. La kiesérite mélangée à la sylvine permet aussi de le produire.
Il peut être préparé avec précaution au laboratoire en faisant réagir l'hydroxyde de potassium ou encore le chlorure de potassium avec l'acide sulfurique. Un excès d'acide sulfurique produit du bisulfate de potassium.
Il peut aussi être obtenu de partir du chlorure de potassium en poudre, soumis à un passage de mélange gazeux de dioxyde de soufre et d'oxygène.

## Emploi
Il était parfois employé dans l'industrie verrière. Mais il était et reste surtout un mordant en teinture.
Il est utilisé principalement comme engrais et marginalement comme additif alimentaire (régulateur d'acidité E515).

### Le potassium dans la plante
Le potassium constitue une grande partie des matières minérales des plantes qui l'assimilent sous la forme d'ions K+ en solution dans l'eau (mais aussi dans le sol, mais avec une très nette préférence pour celui dissout dans l'eau). Il n'a pas un rôle plastique, mais joue un rôle dans la régulation de la croissance végétale (c'est pour cette raison que l'analyse révèle une présence de potassium plus élevée dans les tissus jeunes que dans les tissus âgés). À ce rôle de régulateur, on peut ajouter une autre fonction qui pourrait se comparer à celle de transporteur. Il intervient en effet dans la photosynthèse, car il favorise la synthèse, la migration et l'accumulation des acides aminés dans les organes. Sans la présence de potassium, la plante ne peut utiliser correctement l'azote. La plante absorbe facilement le potassium : il faut éviter l'excès de cet élément car l'antagonisme existant entre le potassium et le magnésium peut bloquer l'assimilation de cet élément et induire une carence en magnésium.
Le gypsomètre est l'appareil d'analyse chimique rudimentaire permettant de mesurer la teneur des vins en sulfate de potassium. Le gypsomètre de Salleron, un des plus utilisés autrefois pour doser les sulfates, mélangeait, à un prélèvement mesuré de vin, une solution titrée de chlorure de baryum pour provoquer une précipitation facile de sulfate de baryum.

## Histoire
Le sulfate de potassium possède un grand nombre d'appellations : Kalium sulfuricum (un des douze sels de Shüssler), arcanum duplicatum, potasse vitriolé, vitriol de potasse, sel polychreste de Glazer ou sel de Glaser voire tartre vitriolé, potasse soufré, sel de duobus... La diversité de ces noms atteste son emploi, tant en alchimie qu'en chimie technique, en teinturerie, en pharmacie thérapeutique qu'en iatrochimie, voire en astrologie et en alchimie symbolique.
Il est connu de haute antiquité dans les lapidaires avec différents noms symboliques, mais surtout communément purifié après 1300. Il a été étudié par les chimistes Johann Rudolf Glauber, Otto Tachenius et Robert Boyle.
Fin XVIIe siècle, il était nommé communément arcanuni ou sal arcanum, ou encore sel de duobus et rangé comme sal duplicatum, puisqu'il peut être le produit d'association de deux sels ou corps, un acide et un alcali.
Aussi, l'arcanum duplicatum était considéré comme un médicament de la panacée, en particulier sous l'appellation panacea duplicata, il était considéré comme un diurétique, un sudorifique, un fébrifuge..., voire un médicament pour guérir la gravelle, un antalgique (pour rhumatisants ou graveleux) ou un revitalisant (pour les déprimés ou mélancoliques, les marins atteints de carences vitaminiques ou avitaminés). En médecine, les apothicaires le nommaient aussi à partir du nom d'un de ses célèbres promoteurs, Christophe Glaser, sel de Glaser soit en latin sal polychrestum Glaseri.